# Motorola V360
Motorola V360 är en budgetmobil från Motorola. Telefonen lanserades 2005. V360 har en VGA-kamera, TransFlash-plats och bluetooth. Den har stöd för MP3, WAV, MIDI, ARM och IMY. Den klarar inte MP3 i VBR och 320kps. Den kan även spela upp video (i MP4 och 3GP). Upplösningen är dock på 176x144 för video. Video och bilder kan inte visas i fullskärm.

## Modifiering
Motorola v360 och V3-serien kan modifieras med en mängd modifierad mjukvara. De kallas MonsterPacks och man kan installera dom på sin telefon för att gränssnittet till exempel ska se ut som Windows. För att installera ett MonsterPack på sin v360 måste man använda Motorolas program RSD Lite. RSD Lite är ett program som man kan flasha telefonen med. Man måste även ha Motorola Driver installerat. Vissa MonsterPacks är inte kompatibla med telefonen. Har man en V360 med AER firwmare så måste man flasha med speciellt MonsterPack anpassat för AER. MonsterPacks, teman och Java-program (med rootaccess) är inget som stöds officiellt av Motorola.

## Operativsystem
Motorola v360 har samma system som Razar V3-serien och andra telefoner i V3-Serien. Detta system är även samma på företagets mobil L7 som inte är vikbar. Även iTunes-mobilen ROKR E1 är baserad på samma system. Operativsystemet är helt gjort av Motorola och är baserat på Java-kod och Linux.
Motorola v360 finns i följande färger:
- Grått/Silver
- Grön
- Blå